# Varcia prominens
Varcia prominens är en insektsart som först beskrevs av Walker 1858.  Varcia prominens ingår i släktet Varcia och familjen Nogodinidae. Inga underarter finns listade i Catalogue of Life.